# آلمانی‌ها
مردم آلمانی (به آلمانی: Deutsche) یک گروه قومی هستند که فرهنگی مشترک دارند و به زبان آلمانی سخن می‌گویند. در آلمان بین شهروندان آلمان (Bundesdeutsche) و مردم با تبار آلمانی (Deutschstämmige) تفاوت قائل می‌شوند. از نظر تاریخی نیز در گذشته بین آلمانی‌های امپراتوری آلمان (۱۸۷۱–۱۹۱۸) (Reichsdeutsche) و آلمانی‌تبارها (Volksdeutsche) در کل تفاوت قائل می‌شدند.
از میان نزدیک ۱۰۰ میلیون سخنور زبان آلمانی در جهان حدود ۶۶ تا ۷۵ میلیون نفر خود را آلمانی به‌شمار می‌آورند. همچنین نزدیک به ۸۰ میلیون آلمانی‌تبار، عمدتاً در کشورهای ایالات متحده، کانادا، روسیه، فرانسه، لهستان و … هستند که زبان مادریشان آلمانی نیست.

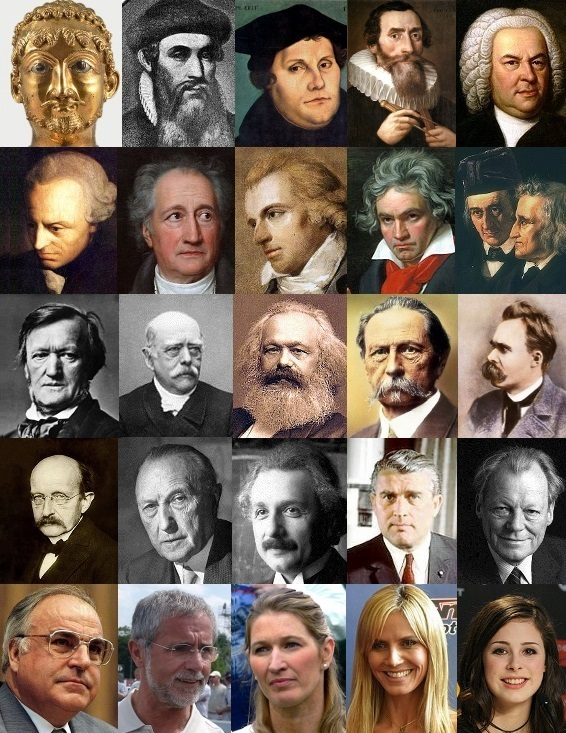
از چپ به راست: بارباروسا، گوتنبرگ، لوتر، کپلر، باخ
کانت، گوته، شیلر، بتهوون، برادران گریم
ریشارد وگنر، بیسمارک، مارکس، کارل بنز، نیچه
پلانک، آدناور، انیشتین، ورنر فون براون، ویلی برانت
کوهل، گرد مولر، اشتفی گراف، کلوم، لنا مایر-لاندروت

در نتیجه تعداد کل آلمانی‌ها در جهان بسته به تعریف (سخنگویان مادری، آلمانی‌تبارهای دورگه یا چندرگه) بین ۶۶ تا ۱۶۰ میلیون است. در آمریکا بر اساس آمار سال ۲۰۰۰ حدود ۴۳ میلیون (۱۵ درصد) خود را آمریکایی‌آلمانی می‌دانستند. ایالت داکوتای شمالی و داکوتای جنوبی در ایالات متحده آمریکا بیشترین آلمانی‌تبار را در خود جای داده است. هرچند که درصد جمعیت آمریکایی‌آلمانی‌ها در سدهٔ گذشته کاهش یافته است، همچنان بزرگ‌ترین گروه قومی آمریکا هستند. همچنین بر اساس آمار سال ۲۰۰۶ در آمریکا، حدود ۵۱ میلیون نفر خود را دارای‌تبار آلمانی می‌دانستند.